# Enéas, o Tático
Enéas, o Tático (em latim: Aeneas Tacticus; século IV a.C.) foi um dos primeiros escritores gregos a escrever sobre a arte da guerra.
De acordo com Eliano, o Estrategista e Políbio, escreveu vários tratados (Hypomnemata) sobre o tema. O único existente, Poliorcética ou Comentário tático sobre como devem defender-se dos cercos (no grego antigo: Περὶ τοῦ πῶς χρὴ πολιορκουμένους ἀντέχει), versa sobre os melhores métodos para defender uma cidade fortificada. É o primeiro tratado conservado sobre tática militar da literatura ocidental. O capítulo LII de Apparatus Bellicus (também chamado Késtoi) de Júlio Africano, contém uma compilação bizantina de data desconhecida do livro de Enéas.
O epíteto foi todo feito por Cíneas de Tessália, um amigo e oficial de Pirro. O trabalho é de grande valor porque contém muitas ilustrações históricas.
O escritor bizantino Juan Lido (século VI), menciona Enéas como uma autoridade no campo da poliorcética.
Enéas foi considerado por Casaubon como contemporâneo de Xenofonte, e identificado como o estratego arcádio da Liga da Arcádia, Enéas de Estínfalo, ao que Xenofonte menciona derrotando Efrão, tirano de Sicião (367 a.C.) e lutando na Batalha de Mantineia (362 a.C.). No entanto existem críticos que não dão suporte a essa possível identificação. Xenofonte fala também de outro Enéas de Estínfalo como um dos oficiais do contingente arcádio na Expedição dos Dez Mil (401 a.C). Pode-se inferir que os dois eram parentes e que pertenceram a uma família de tradição militar.
Eneias poderia ser um dos muitos chefes mercenários que abundaram no século IV a.C. na Grécia Antiga, e em sua maioria eram arcádios do Peloponeso.

## Bibliografía
- Dain, A. (2003). Énée le Tacticien. Les Belles Lettres. [S.l.: s.n.] ISBN 978-2-251-00106-7
- Enéas, o Tático/ Polieno (1991). Poliorcética/ Estratagemas. Madrid: Editora Gredos. [S.l.: s.n.] ISBN 978-84-249-1468-4
- Hug, A. (1877). Aeneas von Stymphalos. p.2. Zúrich. [S.l.: s.n.]
- Hunter-Handford. Aeneas on siegecraft. [S.l.: s.n.]
- Este artigo incorpora texto  (em inglês) da Encyclopædia Britannica (11.ª edição), publicação em domínio público.